# Inge Jansen
Inge Jansen (Roermond, 2 juni 1994) is een Nederlands schoonspringster. Ze werd op de Europese kampioenschappen schoonspringen 2019 Europees kampioen op de 3-meterplank. In 2017 won ze met Daphne Wils een bronzen medaille bij het synchroonspringen. Bij de wereldkampioenschappen schoonspringen 2019 plaatste Jansen zich voor de Olympische Zomerspelen 2020. In Tokio behaalde zij de vijfde plaats op de 3-meterplank finale.
In maart 2024 stopte ze met de sport, nadat ze kwalificatie voor de Olympische Spelen miste.